# ¡Yo soy gallo dondequiera!
¡Yo soy gallo dondequiera! es una película de comedia mexicana de 1953 dirigida por Roberto Rodríguez y protagonizada por Sara Montiel, Joaquín Cordero y Freddy Fernández "El Pichi".

## Argumento
Un vendedor ambulante (Cordero) llega a su pueblo, a recuperar el rancho que le ha sido arrebatado por un abogado sin escrúpulos, pero su plan se complica cuando se enamora de su hija (Montiel).

## Reparto
- Sara Montiel como Rosalía.
- Joaquín Cordero como Joaquín / Jimmy.
- Freddy Fernández "El Pichi" como Juanito.
- Julio Villarreal como don Plutarco.
- Marco de Carlo como Felipe.
- Alicia Rodríguez como Lupe.
- Salvador Quiroz como don Pedro, presidente municipal.
- Alejandro Parodi como Alejandro.
- Hernán Vera como Cantinero.